# Chiromyza prisca
Chiromyza prisca är en tvåvingeart som beskrevs av Walker 1852. Chiromyza prisca ingår i släktet Chiromyza och familjen vapenflugor. Inga underarter finns listade i Catalogue of Life.